# Spor Toto Spor Kulübü 2023-2024 (pallavolo)
Questa voce raccoglie le informazioni riguardanti lo Spor Toto Spor Kulübü nelle competizioni ufficiali della stagione 2023-2024.

## Stagione
Lo Spor Toto Spor Kulübü non utilizza alcuna denominazione sponsorizzata nella stagione 2023-24.
Si classifica all'ottavo posto nella regular season di Efeler Ligi, accedendo ai play-off per il quinto posto: sconfigge prima l'Alanya in semifinale e poi l'Arkas in finale, ottenendo il quinto posto finale. In Coppa di Turchia non supera i quarti di finale, venendo eliminato dallo Ziraat Bankası.

## Organigramma societario
Area direttiva
- Presidente: Fatih Maden

Area tecnica
- Allenatore: Nedim Özbey
- Allenatore in seconda: Adnan Paşaoğlu
- Assistente allenatore: Caner Balcılar, Mehmet Kuban
- Scoutman: Kerem Solmaz

## Rosa
| N° | Nome              | Ruolo | Data di nascita  | Nazionalità sportiva |
| -- | ----------------- | ----- | ---------------- | -------------------- |
| 1  | Selçuk Keskin     | P     | 15 gennaio 1982  | Turchia              |
| 3  | Yüksel Bıdak      | C     | 6 giugno 1994    | Turchia              |
| 4  | Nemanja Petrić    | S     | 28 luglio 1987   | Serbia               |
| 5  | Murat Tokgöz      | L     | 29 febbraio 1984 | Turchia              |
| 7  | Yiğit Kaplan      | C     | 10 gennaio 2004  | Turchia              |
| 8  | Batuhan Avcı      | S     | 2 agosto 2000    | Turchia              |
| 9  | Jurij Berežko     | S     | 27 gennaio 1984  | Russia               |
| 10 | Caner Çiçekoğlu   | P     | 11 maggio 1985   | Turchia              |
| 12 | Morteza Sharifi   | S     | 27 maggio 1999   | Iran                 |
| 14 | Ümit Demir        | L     | 1º ottobre 1996  | Turchia              |
| 17 | Doğan Karakoç     | O     | 4 giugno 2005    | Turchia              |
| 18 | Ali Candan        | S     | 1º gennaio 1990  | Turchia              |
| 19 | Mustafa Koç       | C     | 23 febbraio 1992 | Turchia              |
| 20 | Mustafa Cengiz    | C     | 29 maggio 1998   | Turchia              |
| 23 | Božidar Vučićević | O     | 9 dicembre 1998  | Serbia               |

## Statistiche

### Statistiche di squadra
| Competizione     | Punti | In casa | In casa | In casa | In trasferta | In trasferta | In trasferta | Totale | Totale | Totale |
| Competizione     | Punti | G       | V       | P       | G            | V            | P            | G      | V      | P      |
| ---------------- | ----- | ------- | ------- | ------- | ------------ | ------------ | ------------ | ------ | ------ | ------ |
| Efeler Ligi      | 35    | 15      | 11      | 4       | 15           | 6            | 9            | 30     | 17     | 13     |
| Coppa di Turchia | 6     | 0       | 0       | 0       | 1            | 0            | 1            | 3      | 2      | 1      |
| Totale           | -     | 15      | 11      | 4       | 16           | 6            | 10           | 33     | 19     | 14     |

G = partite giocate; V = partite vinte; P = partite perse

### Statistiche dei giocatori
| Giocatore    | Campionato | Campionato | Campionato | Campionato | Campionato | Coppa di Turchia | Coppa di Turchia | Coppa di Turchia | Coppa di Turchia | Coppa di Turchia | Totale | Totale | Totale | Totale | Totale |
| Giocatore    | P          | PT         | AV         | MV         | BV         | P                | PT               | AV               | MV               | BV               | P      | PT     | AV     | MV     | BV     |
| ------------ | ---------- | ---------- | ---------- | ---------- | ---------- | ---------------- | ---------------- | ---------------- | ---------------- | ---------------- | ------ | ------ | ------ | ------ | ------ |
| B. Avcı      | 23         | 81         | 67         | 10         | 4          | 2                | 11               | 9                | 1                | 1                | 25     | 92     | 76     | 11     | 5      |
| J. Berežko   | 25         | 172        | 153        | 14         | 5          | 3                | 40               | 32               | 3                | 5                | 28     | 212    | 185    | 17     | 10     |
| Y. Bıdak     | 28         | 146        | 96         | 41         | 9          | 3                | 18               | 14               | 3                | 1                | 31     | 164    | 110    | 44     | 10     |
| A. Candan    | 1          | 0          | 0          | 0          | 0          | 0                | 0                | 0                | 0                | 0                | 1      | 0      | 0      | 0      | 0      |
| M. Cengiz    | 26         | 76         | 44         | 27         | 5          | 2                | 4                | 3                | 1                | 0                | 28     | 80     | 47     | 28     | 5      |
| C. Çiçekoğlu | 25         | 9          | 2          | 4          | 3          | 2                | 2                | 0                | 0                | 2                | 27     | 11     | 2      | 4      | 5      |
| Ü. Demir     | 29         | 0          | 0          | 0          | 0          | 3                | 0                | 0                | 0                | 0                | 32     | 0      | 0      | 0      | 0      |
| Y. Kaplan    | 12         | 17         | 13         | 3          | 1          | 2                | 0                | 0                | 0                | 0                | 14     | 17     | 13     | 3      | 1      |
| D. Karakoç   | 12         | 13         | 12         | 1          | 0          | 2                | 7                | 7                | 0                | 0                | 14     | 20     | 19     | 1      | 0      |
| S. Keskin    | 28         | 77         | 42         | 23         | 12         | 3                | 5                | 2                | 2                | 1                | 31     | 82     | 44     | 25     | 13     |
| M. Koç       | 29         | 202        | 138        | 54         | 10         | 3                | 17               | 12               | 2                | 3                | 32     | 219    | 150    | 56     | 13     |
| N. Petrić    | 26         | 227        | 189        | 27         | 11         | 3                | 21               | 18               | 2                | 1                | 29     | 248    | 207    | 29     | 12     |
| M. Sharifi   | 28         | 359        | 300        | 26         | 33         | 2                | 4                | 3                | 0                | 1                | 30     | 363    | 303    | 26     | 34     |
| M. Tokgöz    | 26         | 0          | 0          | 0          | 0          | 3                | 0                | 0                | 0                | 0                | 29     | 0      | 0      | 0      | 0      |
| B. Vučićević | 26         | 441        | 379        | 28         | 34         | 2                | 40               | 31               | 3                | 6                | 28     | 481    | 410    | 31     | 40     |

P = presenze; PT = punti totali; AV = attacchi vincenti; MV = muri vincenti; BV = battute vincenti